# Trần Bảo Sơn
Trần Bảo Sơn (sinh ngày 7 tháng 6 năm 1972) là một nam diễn viên kiêm doanh nhân người Việt Nam. Anh được biết đến qua các phim điện ảnh Huyền thoại bất tử (2009), Đoạt hồn (2014), và Đập cánh giữa không trung (2014).

## Thời thơ ấu
Trần Bảo Sơn sinh ngày 7 tháng 6 năm 1972 trong một gia đình làm nghề kinh doanh. Cha anh là người Nam Định, mẹ anh là người Sài Gòn. Cha mẹ anh ly hôn khi anh 3 tuổi. Đến năm 10 tuổi, Bảo Sơn sang Mỹ định cư cùng với mẹ.
Anh từng học đại học chuyên ngành Thương mại.

## Đời tư
Năm 2005, Trần Bảo Sơn kết hôn với nữ diễn viên Trương Ngọc Ánh và có một con gái. Chín năm sau, vào năm 2014, họ chia tay.

## Danh sách phim

### Điện ảnh
| Năm  | Tên phim                          | Vai diễn | Ghi chú  |
| ---- | --------------------------------- | -------- | -------- |
| 2009 | Huyền thoại bất tử                |          |          |
| 2010 | Giao lộ định mệnh                 |          |          |
| 2012 | Ngôi nhà trong hẻm                |          |          |
| 2014 | Đoạt hồn                          |          |          |
| 2014 | Đập cánh giữa không trung         |          |          |
| 2015 | Quyên                             |          |          |
|      | Những đứa con của làng            | Đông     |          |
| 2018 | Girls 2 - Những cô gái và găng tơ |          |          |
| ĐSX  | Con đường vô tận                  |          | Đạo diễn |